# Élisabeth Boudreault
Élisabeth Boudreault (ur. 1995) – kanadyjska śpiewaczka (sopran).

## Życiorys
Urodziła się w 1995 r. w Saint-Ambroise w Quebecu. Początkowo wiązała karierę z muzyką popularną, ale w wieku 15 lat zdecydowała się skupić się na muzyce klasycznej. W 2016 r. zajęła drugie miejsce w swojej kategorii wiekowej na Canadian Music Competition i wystąpiła w dwóch rolach na Quebec Opera Festiva. Otrzymała stypendium McGill University w Montrealu, na którym studiowała następnie śpiew klasyczny u Aline Kutan. Łącznie na Canadian Music Competition była laureatką czterokrotnie, wygrała też wiedeński konkurs międzynarodowy i została laureatką Wirth Vocal Prize.
W wieku 16 lat debiutowała partią Lisy w Lunatyczce Vincenzo Belliniego, a potem występowała w roli Sophie w Wertherze Julesa Masseneta i najwyższej kapłanki w Aidzie Giuseppe Verdiego w Opéra du Royaume. W Opéra de Québec śpiewała partię panny Silberklang w Dyrektorze teatru Wolfganga Amadeusa Mozarta, a w Opéra de Montréal rolę Flory w The Turn of the Screw Benjamina Brittena. Śpiewała partię Frasquity w Carmen Georges’a Bizeta w Société d'art lyrique du Royaume oraz Królowej Nocy w Czarodziejskim flecie Wolfganga Amadeusa Mozarta w Opera NUOVA. W spektaklach Opéra McGill występowała kolejno jako Konstancja w Dialogach karmelitanek Francisa Poulenca, Pamina Czarodziejskim flecie Wolfganga Amadeusa Mozarta, Servilia w Łaskawości Tytusa (także Wolfganga Amadeusa Mozart) oraz Emmie w Albert Herring Benjamina Brittena. W 2017 r. śpiewała rolę wiodącą w East of the Sun and West of the Moon Jamesa Garnera podczas północnoamerykańskiej premiery tej opery. Efektem dobrej współpracy przy tym dziele, była ścisła dalsza współpraca z kompozytorem przy pisaniu roli Hero w jego kolejnej operze Much Ado! specjalnie pod jej warunki wokalne.
W sezonie 2020/2021 śpiewała rolę Barbariny w Weselu Figara Wolfganga Amadeusa Mozarta na festiwalu w Aix-en-Provence, Małgosi w Jasiu i Małgosi Engelberta Humperdincka w Opéra national du Rhin oraz Oberto w Alcinie Georga Friedricha Händla w Opéra national de Lorraine. Koncertowała też w Niderlandach (Grachtenfestival), Słowacji z Koszycką Orkiestrą Filharmoniczną oraz w Japonii. 